# 勒阿弗爾主教座堂

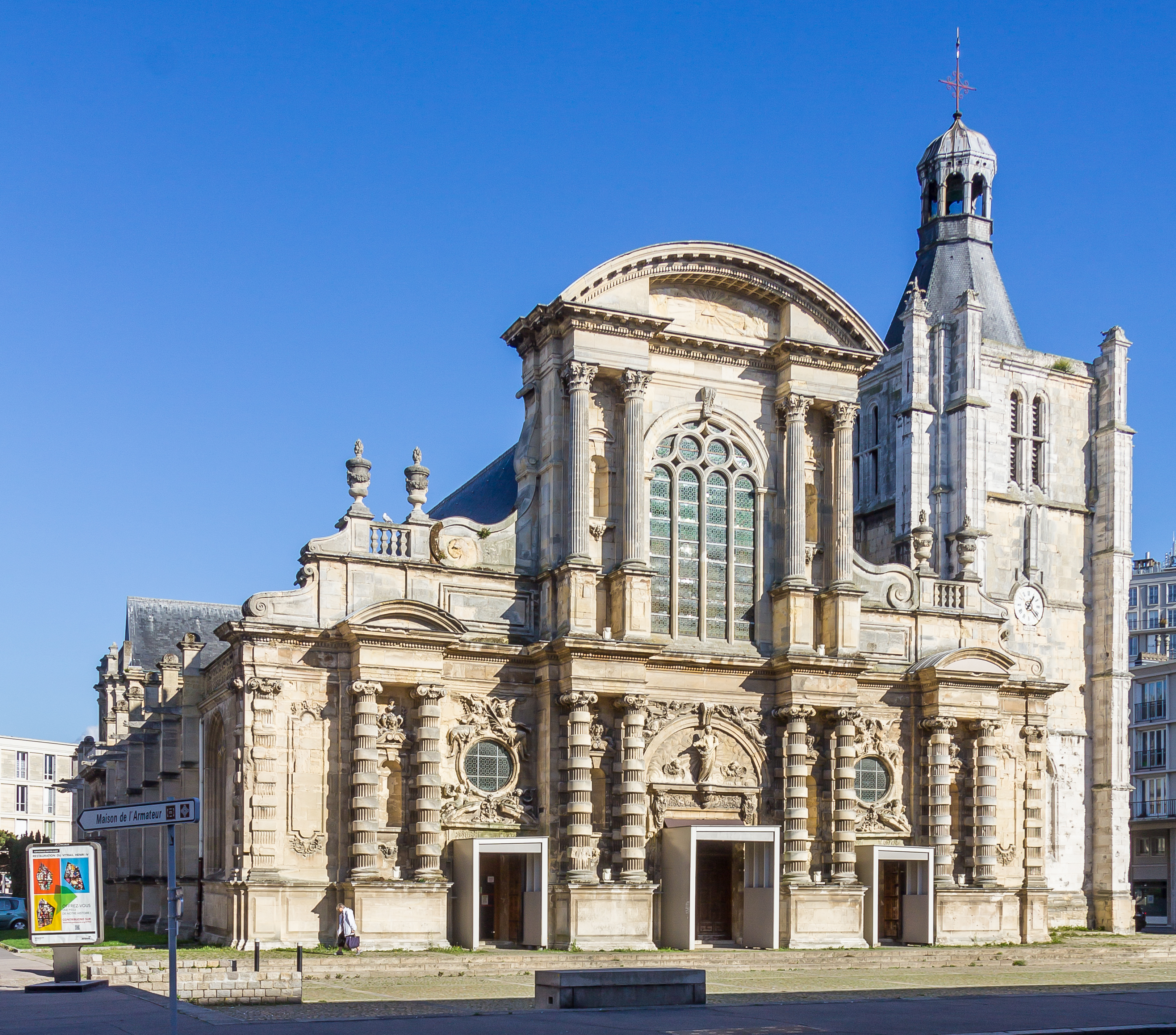
勒阿弗爾主教座堂

勒阿弗爾主教座堂（法語：Cathédrale Notre-Dame du Havre）是位於法國北部城市勒阿弗爾的一座羅馬天主教的教堂。

## 历史
教堂修建於16世紀至17世紀，是勒阿弗爾市中心極少數免受二戰戰火摧殘的建築。自1974年開始，勒阿弗爾主教座堂是天主教勒阿弗爾教區的主教座堂。教堂正面為巴洛克風格。